# Szilaspogony
Szilaspogony község Nógrád vármegyében, a Salgótarjáni járásban.

## Fekvése
Szilaspogony Nógrád vármegye északkeleti részén, Heves vármegye határán található, közel Nógrád és Borsod-Abaúj-Zemplén vármegye határához, illetve az országhatárhoz is. Közvetlenül határos a Heves vármegyei Istenmezeje-Szederkénypuszta területével, de Borsod-Abaúj-Zemplén vármegyében a legközelebbi település (Domaháza), valamint a Felvidék legközelebbi települései (Tajti, Medveshidegkút, Egyházasbást és Vecseklő) is csak néhány kilométernyi távolságra vannak. Cereddel, Zabarral és Istenmezejével mellékutak kötik össze. Legfontosabb megközelítési útvonala a Pétervására és Zabar közötti 2305-ös mellékút, amelyről egy ötszámjegyű útra (23 111) letérve érhető el a falu lakott területe.
Döntően a Szilas- és az Ortvány-patak határozza meg a település fekvését. Pár kilométerre a falutól található magasabb hegycsúcs a „Kiskő”, és egy kicsit távolabb - Bárnához közelebb - fekszik a „Nagykő”. Szilaspogony a Novohrad-Nógrád UNESCO Globális Geopark települése.

## Története
A települést 1405-ben már említi oklevél Pogon alakban írva.
1715-ben 5 és 1720-ban 4 magyar háztartást írtak benne össze. 1770-ben, az úrbéri rendezés alkalmával, Fáy Abrahám volt a földesura.
A 19. század elején, a báró Kemény család birtoka volt. E családból báró Kemény Gábor 1891-ig volt itt birtokos. Az 1900-as évek elején Cziner Miksa dr.-nak volt itt nagyobb birtoka.
A 20. század elején Nógrád vármegye Salgótarjáni járásához tartozott.
A községhez tartozott: Hidalja-puszta és Kiskőalja-tanya is.
A falu neve 1954-ig Pogony volt, ekkor kapta az előtagot a helység határában csörgedező és a Tarnába futó Szilas-patakról. A patak viszont a medret kísérő szilfákról kapta a nevét.

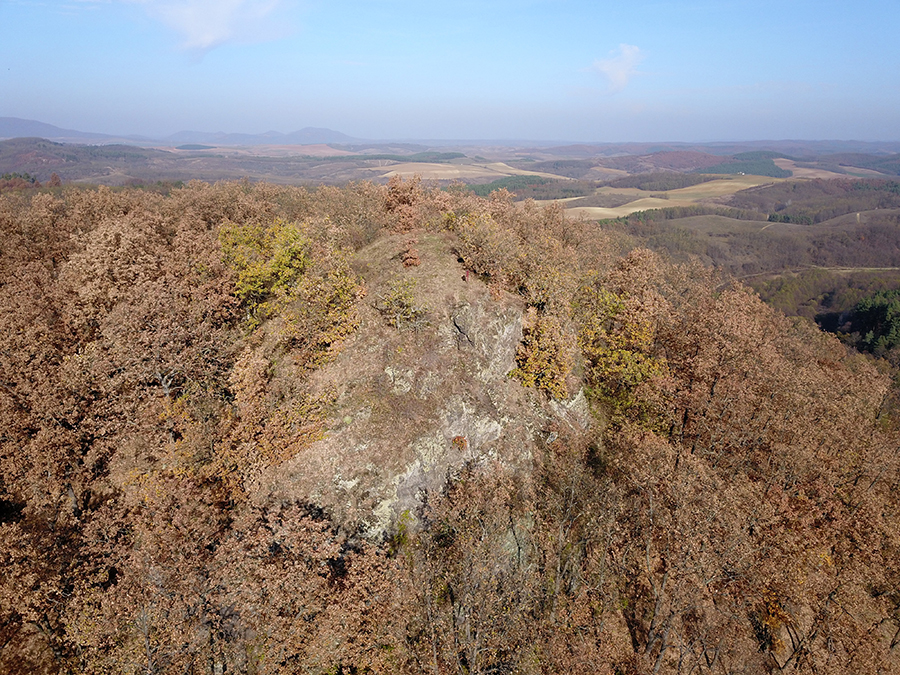
A szilaspogonyi Kis-kő légi felvételen

## Közélete

### Polgármesterei
- 1990–1994: Gál Barnabás (független)[3]
- 1994–1998: Gál Barnabás (független)[4]
- 1998–2002: Nagy György (független)[5]
- 2002–2006: Nagy György (független)[6]
- 2006–2010: Nagy György (független)[7]
- 2010–2014: Nagy György (független)[8]
- 2014–2019: Bódi Józsefné (független)[9]
- 2019–2024: Bódi Józsefné (Fidesz-KDNP)[10]
- 2024– : Bódi Józsefné (Fidesz-KDNP)[1]

## Népesség
A település népességének változása:
| Lakosok száma | 296  | 291  | 298  | 313  | 317  | 317  | 319  |
|               | 2013 | 2014 | 2015 | 2021 | 2022 | 2023 | 2024 |

1910-ben 737 lakosából 708 magyar, 29 szlovák volt. Ebből 703 római katolikus, 24 evangélikus volt.
2001-ben a település lakosságának 78%-a magyar, 22%-a cigány nemzetiségűnek vallotta magát.
A 2011-es népszámlálás során a lakosok 99,3%-a magyarnak, 35,3% cigánynak mondta magát (0,7% nem nyilatkozott; a kettős identitások miatt a végösszeg nagyobb lehet 100%-nál). A vallási megoszlás a következő volt: római katolikus 80,3%, református 2%, felekezeten kívüli 8,3% (9,3% nem nyilatkozott).
2022-ben a lakosság 92,4%-a vallotta magát magyarnak, 27,1% cigánynak, 0,3-0,3% ukránnak, szlováknak, szerbnek és németnek, 0,9% egyéb, nem hazai nemzetiségűnek (6,9% nem nyilatkozott; a kettős identitások miatt a végösszeg nagyobb lehet 100%-nál). Vallásuk szerint 43,5% volt római katolikus, 0,6% református, 0,3% evangélikus, 0,6% egyéb keresztény, 25,2% felekezeten kívüli (29,7% nem válaszolt).

## Nevezetességek
- Római katolikus temploma egy régi romos templom helyén épült, klasszicista stílusban.

## Külső hivatkozások
- Szilaspogony az utazom.com honlapján
- A Novohrad-Nógrád UNESCO Globális Geopark települései